# Cantone di Cuq-Toulza
Il Cantone di Cuq-Toulza era una divisione amministrativa dell'arrondissement di Castres.
È stato soppresso a seguito della riforma complessiva dei cantoni del 2014, che è entrata in vigore con le elezioni dipartimentali del 2015.
Comprendeva i comuni di:
- Aguts
- Algans
- Cambon-lès-Lavaur
- Cuq-Toulza
- Lacroisille
- Maurens-Scopont
- Montgey
- Mouzens
- Péchaudier
- Puéchoursi
- Roquevidal